# Fonotipia
Società Anonima Italiana di Fonotipia, comunemente nota come Fonotipia e conosciuta anche come SAIF, è stata una casa discografica italiana fondata nel 1904 con lo scopo di registrare l'arte dei più rinomati cantanti d'opera ed altri celebri musicisti, segnatamente violinisti. Fonotipia continuò ad operare nell'era della registrazione elettrica, che iniziò nel 1925-1926, anno nel quale la compagnia fu assorbita dalla Odeon Italiana. Le registrazioni effettuate da Fonotipia sono apprezzate dai collezionisti e musicologi per la loro alta qualità tecnica e per l'alto merito ed interesse artistico della maggior parte dei grandi esecutori che furono immortalati per i posteri.
I cataloghi Fonotipia furono ricostruiti, per quanto possibile, dai discofili J.R. Bennett e James Dennis nel 1953 e pubblicati in edizione limitata. Cinquant'anni dopo fu compilata e resa disponibile al pubblico una discografia completa, con le date esatte delle sessioni di registrazione, a seguito della scoperta di documenti chiave della compagnia. Fonotipia non deve essere confusa con la casa di registrazione Phonotype che fu attiva per parte del medesimo periodo.

## Storia delle pubblicazioni
La Società Italiana di Fonotipia è stata fondata il 12 ottobre 1904 da Alfredo Michäelis e Dino Foà. L'azienda si trasformerà in "Società Italiana di Fonotipia in Accomandita" nel febbraio del 1905, aumentando il capitale ed inserendo personalità, "in qualità di soci accomandanti", quali il barone Frederic d'Erlanger (1868-1943) ed il compositore italiano Umberto Giordano, che diverrà di lì a poco, responsabile artistico della società. L'etichetta fu costituita espressamente per registrare celebrità, principalmente cantanti d'opera. (Una riedizione recente di alcuni titoli stabilisce che essa fu formata come parte della International Talking Machine Company di Berlino. Il metodo di registrazione era del solito tipo, con incisione laterale della puntina, a partire dal bordo esterno e riproducevano il suono alla velocità di circa 78 giri al minuto.
La produzione di dischi Fonotipia, all'avanguardia anche per l'adozione precoce dell'incisione (nel novembre del 1905) su ambedue le facce del disco, fu realizzata in svariati formati discografici, dei quali quello di 27 cm di diametro sicuramente il più utilizzato. La serie originale delle migliaia di titoli (numerati 39000-39999) fu pubblicata nel formato da 27cm, dieci pollici e tre quarti. (Il disco xPH 1, emesso come 39003, fu inciso nel 1904 dal grande baritono del teatro La Scala Giuseppe Pacini, che canta l'aria operistica "Il balen del suo sorriso", da Il trovatore di Verdi. Diversamente dal raffinato sistema di numerazione della Gramophone Company, il sistema di Fonotipia mette insieme uomini, donne ed artisti d'insieme, (con accompagnamento al piano) senza un criterio di scelta ben preciso. Questa serie originale fu completata nel 1907 quando fu avviata una nuova serie da 27 cm, la 62000, sempre con accompagnamento al piano. Dalla fine del 1907, essa viaggiò in tandem con la serie 92000 da 27 cm, che aveva accompagnamento orchestrale.
Nel 1905 fu introdotta la serie 69000. Essa è caratterizzata da un grande disco di 35 cm (13 pollici e tre quarti); ma funzionò solo per 22 titoli prima di essere terminata perché non popolare fra i consumatori a causa del formato. Tuttavia questa serie così corta ebbe il privilegio di includere le uniche registrazioni commerciali del grande tenore polacco Jean de Reszke, vale a dire i titoli 69000, "Scene du Tombeau" (da Roméo et Juliette, di Gounod), e 69001, "Ô Souverain, Ô Juge, Ô Père "(da Le Cid, di Massenet). Sfortunatamente il disco non fu mai pubblicato ufficialmente e sebbene ci siano state a lungo voci di uno o due test di stampa, non si sa di alcuna copia che esista veramente. Pare che Reszke abbia fatto distruggere le matrici perché scontento dei risultati. Non di meno questa leggendaria reliquia è diventata un 'sacro gral' dei collezionisti di registrazioni operistiche, che devono ripiegare sui deboli e gracchianti Mapleson Cylinders, incisi durante le recite dal vivo al Metropolitan Opera House, per poter udire una eco fioca della voce di de Reszke.
La serie Fonotipia da 35cm include anche due titoli del violinista ceco Jan Kubelík, compreso il 69010, una trascrizione del Sestetto da Lucia di Lammermoor.
C'era anche una serie da 30 cm (12 pollici), emessa con la numerazione 74000 e seguenti. Includeva alcuni titoli operistici, sebbene la maggior parte dei primi 100 numeri fosse dedicata a musica da banda, o al lavoro dei violinisti Kubelik e Franz von Vecsey. Questi furono ripresi come 74100 per un'altra serie con accompagnamento orchestrale. La serie 74000 cessò la produzione con l'avvento dell'incisione elettrica, circa nel 1925. Per inciso la 92000, la serie orchestrale da 27 centimetri, fu completata nel 1914 e fu sostituita dalla serie 69000, ora emessa a 27 cm e che inizia con la 69050.
Ci fu un'interruzione nell'attività durante la prima guerra mondiale. Nel 1922, Fonotipia era diventata un partner della Odeon Records e in quello stesso anno fu iniziata una nuova serie più comune da 10 pollici numerata 152000. Questa serie comprendeva una buona dose di materiale più scadente.
Si ritiene che il Catalogo 1925 sia stato l'ultimo emesso sotto il nome Fonotipia, anche se molti titoli sono rimasti ed elencati sotto un'unica copertina con il catalogo Odeon. L'incisione elettrica ebbe inizio in Italia nel 1926 e le prime emissioni del genere furono rilasciate con il catalogo del 1928. Molte delle matrici furono ristampate sotto l'etichetta Odeon. Sembra anche possibile che alcune delle attrezzature di registrazione di allora siano state trasferite agli studi Odeon, per una caratteristica tipica del sistema di controllo delle apparecchiature di incisione dei solchi nelle registrazioni Fonotipia che mostra una singola rotazione a metà del lato dove la scanalatura è ampiamente distanziata, e questa idiosincrasia (una caratteristica di sicurezza in modo che le matrici pirata da un originale Fonotipia potessero essere immediatamente riconosciute) persiste a volte sotto l'egida di Odeon.

## I cataloghi: artisti celebri
La ricostruzione dei cataloghi Fonotipia fu intrapresa nel 1953 con l'aiuto di numerosissimi collezionisti di dischi in tutto il mondo, che ebbero accesso ai dati di assemblaggio dei dischi attuali. Risultato fu un prezioso libro rilegato con copertina rigida, pubblicato a Ipswich, Regno Unito, da Record Collector Shop (al n. 61 di Fore Street).
Nel 2003 la Historic Masters Ltd (in associazione con la EMI) pubblicò la discografia completa di Fonotipia, presa dai libri di registrazione originali, che furono trovati negli studi EMI di Milano da Keith Hardwick e Ruth Edge. Questo lavoro fu pubblicato in formato database su un CD-ROM ed è ancora disponibile presso Historic Masters. Oltre 10.000 facciate incise da Fonotipia e società collegate sono dettagliate sul CD-ROM. Per la prima volta, le date di registrazione esatte sono state rese disponibili. 
Nel 2004, anno del centenario della fondazione di Fonotipia, Michael Henstock ha pubblicato il suo monumentale volume di 707 pagine "Registrazioni Fonotipia" in una edizione limitata di duecento copie, ottenute tramite la Cambridge University Press. La maggior parte dei dati è stata presa dai registri Fonotipia (alla EMI, Group Archive Trust), fogli di registrazione (detenuti presso il National Sound Archive, Londra), discografie pubblicate, dischi incisi, cataloghi originali, documentazione della Società Fonotipia e gli scritti di ex dipendenti di Fonotipia e società collegate. Esso elenca in ordine cronologico tutti i numeri di matrice da XPH 1 (e varianti) fino alla 7261, seguiti dalle incisioni di Parigi e Berlino, la Wartime Series (serie della guerra), le registrazioni effettuate per le società consorelle, un indice per artista, un indice per numero di emissione, e matrici Fonotipia senza numero di edizione Fonotipia tracciabile.
Tra i cantanti, molti di loro famosi, che incisero per Fonotipia c'erano i seguenti:
Aino Ackté, Pasquale Amato, Giuseppe Anselmi, Teresa Arkel, Ernesto Badini, Aristide Baracchi, Maria Barrientos, Ramon Blanchart, Alessandro Bonci, Giuseppe Borgatti, Georgette Bréjean-Silver, Eugenia Burzio, Victor Capoul, Mercedes Capsir, Maria Carena, Margherita Carosio, Ferruccio Corradetti, Emilia Corsi, Armando Crabbé, Gilda Dalla Rizza, Leon David, Nazzareno de Angelis, Elvira de Hidalgo, Giuseppe De Luca, Fernando De Lucia, Emmy Destinn, Adamo Didur, Léon Escalais, Maria Farneti,  Giuseppina Finzi-Magrini, Nicola Fusati, Edoardo Garbin, Giovanni Inghilleri, Maria Jeritza, Jan Kiepura, Giacomo Lauri-Volpi, Félia Litvinne, Oreste Luppi, Antonio Magini-Coletti, Luigi Manfrini, Gino Martinez-Patti, Victor Maurel, Irene Minghini-Cattaneo, Francesco Navarini, Giuseppe Noto, Giuseppe Pacini, Rosetta Pampanini, Armida Parsi-Pettinella, Tancredi Pasero, Aureliano Pertile, Lily Pons, Giannina Russ, Mario Sammarco, Emile Scaramberg, Mariano Stabile, Rosina Storchio, Riccardo Stracciari, Conchita Supervia, Richard Tauber, Ninon Vallin, Ernest van Dyck, Francisco Vignas e Giovanni Zenatello.
Oltre a Jan Kubelík e Franz von Vecsey, violinisti classici che arricchivano il catalogo della ditta includevano Jacques Thibaud, Bronisław Huberman e Váša Příhoda. Almeno una delle registrazioni fu effettuata perfino dal drammaturgo Victorien Sardou recitando alcuni suoi lavori.